# Kuldeep Yadav
Kuldeep Yadav (* 14. Dezember 1994 in Kanpur, Indien) ist ein indischer Cricketspieler, der seit 2017 für die indische Nationalmannschaft spielt.

## Kindheit und Ausbildung
Kuldeep’s Vater betreibt eine Ziegelbrennerei und die Familie zog von außerhalb von Kandpur in die Stadt selbst, um die Möglichkeiten für Cricketspielen ihres Sohnes zu unterstützen. Ursprünglich im Kindsalter als Fast-Bowler gestartet, wurde er von einem Coach gebeten auf Spin-Bowling umzuschulen. Damit konnte er sich in der indischen U19-Nationalmannschaft etablieren und nahm mit ihr an der ICC U19-Cricket-Weltmeisterschaft 2014 teil.

## Aktive Karriere

### Anfänge in der Nationalmannschaft
Nachdem er für die Indian Premier League 2012 im Kader der Mumbai Indians stand, gab er sein Debüt in den kurzen Formaten für Uttar Pradeshim Jahr 2014, als er für die Indian Premier League 2014 zu den Kolkata Knight Riders wechselte. Schon früh wurde er als zukünftiger Spieler des Nationalteams gehandelt und stand so beispielsweise im Kader bei der Tour in en West Indies im Oktober 2014. Sein Debüt in der Nationalmannschaft gab er letztendlich bei der Test-Serie gegen Australien im März 2017 und erzielte dabei 4 Wickets für 68 Runs. Im Juni reiste er mit dem Team in die West Indies und absolvierte dort sein Debüt im ODI- und Twenty20-Cricket. In der ODI-Serie konnte er dabei zwei Mal drei Wickets (3/50 und 3/41) erreichen. Im August gelangen ihm bei seinem zweiten Test ebenfalls vier Wickets (4/40) in Sri Lanka. Dies wurde gefolgt durch drei Wickets (3/54) in der ODI-Serie gegen Australien. Im Dezember folgte eine Tour gegen Sri Lanka, wo er in der ODI- (3/42) und Twenty20-Serie (3/52) jeweils ein Mal drei Wickets erreichte. Im Februar reiste er mit dem Team nach Südafrika, wo ihm in der ODI-Serie zwei Mal drei (3/34 und 3/20) und zwei Mal vier Wickets (4/23 und 4/57) erzielte. Der  Sommer begann mit zwei Twenty20s in Irland, bei dem ihm ein Mal vier (4/21) und ein Mal drei (3/16) Wickets gelangen. Daran schloss sich eine Tour in England an, bei dem ihm im ersten Twenty20 5 Wickets für 24 Runs gelangen und er als Spieler des Spiels ausgezeichnet wurde. In der ODI-Serie begann er mit 6 Wickets für 25 Runs und wurde erneut ausgezeichnet, bevor er im zweiten Spiel noch ein Mal drei Wickets (3/68) erreichte. Beim Asia Cup 2018 steuerte er im Finale gegen Bangladesch 3 Wickets für 45 Runs bei und ermöglichte so den Titelgewinn.
Daraufhin kamen die West Indies nach Indien, wobei ihm im ersten Test 5 Wickets für 57 Runs gelangen und ihm zweiten drei weitere Wickets (3/85). In der ODI-Serie erreichte er dann zwei (3/67 und 3/42) und in den Twenty20s ein Mal (3/13) drei Wickets. Im Januar erreichte er in der ODI-Serie in Neuseeland zwei Mal vier Wickets (4/39 und 4/45) und im März gegen Australien zwei Mal drei Wickets (3/54 und 3/64). Daraufhin wurde er für den Cricket World Cup 2019 nominiert, wobei ihm als beste Leistung 2 Wickets für 32 Runs gegen Pakistan gelangen. Im Dezember erreichte er in den ODIs gegen die West Indies 3 Wickets für 52 Runs. In der Folge hatte er Probleme und im September 2021 verletzte er sich am Knie. So dauerte es bis zum Jahr 2022, bis er wieder herausstechen konnte. Im August erreichte er in den Twenty20s in den West Indies drei Wickets (3/12). Im Oktober folgten in der ODI-Serie gegen Südafrika vier Wickets (4/18), wofür er als Spieler des Spiels ausgezeichnet wurde. Dies ermöglichte ihm einen weiteren Test-Einsatz in Bangladesch, bei dem er insgesamt acht Wickets (5/40 & 3/73) erreichte und ebenfalls ausgezeichnet wurde. Gegen Neuseeland gelangen ihm drei Wickets (3/62) im Januar in den ODIs, ebenso wie gegen Australien im März (3/56). Im Juli folgten in den West Indies vier Wickets (4/6) in den ODIs und drei Wickets (3/28) in den Twenty20s. Beim Asia Cup 2023 erreichte er dann fünf Wickets (5/25) gegen Pakistan und vier weitere (4/43) gegen Sri Lanka.